# Cmentarz Stryjski we Lwowie
Cmentarz Stryjski we Lwowie – historyczny, nieistniejący obecnie cmentarz we Lwowie. Położony był u zbiegu ulic: Kadeckiej i Stryjskiej, na północ od tych ulic. Powstał wskutek rozporządzenia cesarza Józefa II z 11 grudnia 1783 roku. Rozporządzenie to zakazywało ze względów sanitarnych chowania zmarłych na cmentarzach przykościelnych i kryptach oraz nakazywało przeniesienie dotychczasowych grobowców na nowe cmentarze. Zlokalizowano go na wzgórzu, na działce ograniczonej od wschodu dopływem Soroki.
Na cmentarzu chowani byli głównie Niemcy, którzy stanowili znaczny procent populacji ówczesnego Lwowa, byli to m.in. urzędnicy i koloniści niemieccy.
Z powodu zniszczeń we Lwowie w połowie wieku XIX niedostępne są dokładne księgi cmentarne, a tym samym niemożliwe jest ustalenie dokładnej liczby pochowanych na cmentarzu osób, ani tym bardziej ich danych personalnych.
Już w kilka lat po otwarciu, wobec niedoszacowania potrzeb, powierzchnia cmentarza okazała się niewystarczająca. Z powodu niemożności jego poszerzenia, część dzielnicy stryjskiej przydzielono, kilkakrotnie powiększanemu, Cmentarzowi Łyczakowskiemu. W 1823 roku zamknięto Cmentarz Stryjski, tworząc nową nekropolię, na wzgórzu, którą także nazwano Cmentarzem Stryjskim. Stary cmentarz szybko uległ zniszczeniu. W 1879 na terenie zrujnowanego cmentarza i przyległych do niego działkach utworzono Park Stryjski.
W tym samym 1823 roku, w którym zamknięto stary cmentarz, otworzony został nowy. Jednak jego powierzchnia także nie była duża, liczyła 8 mórg.
W odróżnieniu od Cmentarza Łyczakowskiego, do którego przydzielone były zamożne części miasta, w tym śródmieście, na Cmentarzu Stryjskim chowano głównie uboższe warstwy społeczne miasta. Z tego powodu na cmentarzu tym niewiele było wartościowych artystycznie, a co za tym idzie kosztownych nagrobków.
1 września 1875 zamknięty został ze względów sanitarnych Cmentarz Gródecki. Początkowo wszystkie nowe pogrzeby skierowano na Łyczaków, jednak po protestach, m.in. duchowieństwa, wyznaczono do tego celu Stryjski. 10 lipca 1880 terytorium cmentarza zostało powiększone o 3 morgi i 708 sążni kwadratowych. W tym samym czasie dokonano też nowego podziału miasta pomiędzy cmentarze. Na obszarze przydzielonym Cmentarzowi Stryjskiemu żyło wówczas ponad 38 tysięcy ludzi, dla porównania w obszarze przydzielonym do Łyczakowa żyło 35 tysięcy ludzi. Liczby te nie uwzględniają Żydów, którzy byli chowani na odrębnych cmentarzach.
W dniu 26 października 1893 roku Cmentarz Stryjski został zamknięty na nowe pochówki z powodu braku miejsca. W drodze wyjątku Rada Miasta zezwoliła na pochówki w grobowcach i kaplicach rodzinnych przez okres następnych 25 lat, jeśli dane grobowce spełniają warunki sanitarne. Nowe pochówki skierowano na otwarty w 1883 roku Cmentarz Janowski.